# Sachari Bacharow

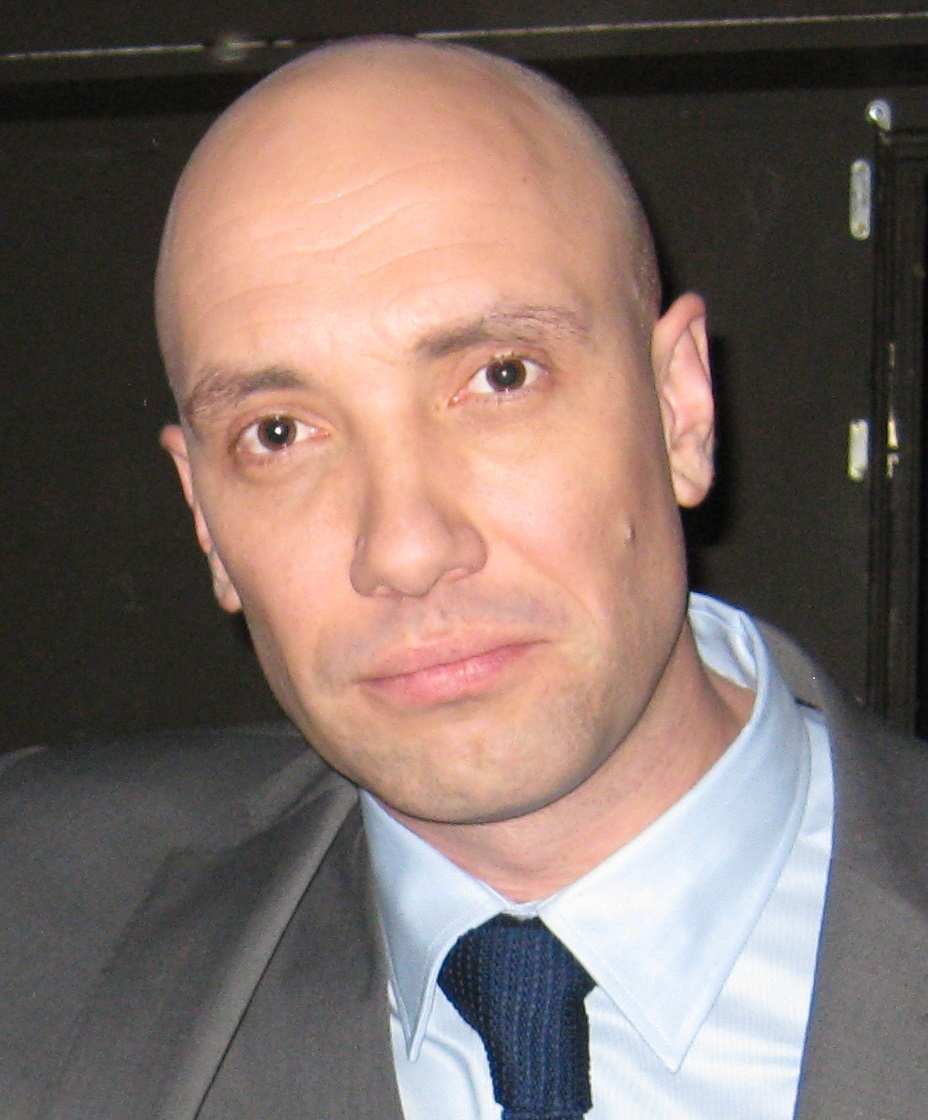
Sachari Bacharow

Sachari Emilow Bacharow (bulgarisch Захари Емилов Бахаров, * 12. August 1980 in Sofia) ist ein bulgarischer Schauspieler.

## Leben und Karriere
Sachari Bacharow wurde im August 1980 in der bulgarischen Hauptstadt Sofia geboren. Mütterlicherseits ist er türkischer Abstammung. Er begann seine Schauspielausbildung an der Nationalen Akademie für Theater- und Filmkunst „Krastjo Sarafow“. Seit 2003 stand er im Nationaltheater „Iwan Wasow“ auf der Theaterbühne  und trat u. a. in Inszenierungen von Dramen wie König Lear, Don Juan und in Der Kirschgarten auf. Für diese Darstellungen wurde er u. a. dreimal mit dem „Askeer“-Preis ausgezeichnet.
Seine erste größere Filmrolle spielte Bacharow in dem Film Zift in der Rolle des Motte. Neben weiteren Filmauftritten, wie in Command Performance und The Way Back – Der lange Weg, spielte Bacharow von 2011 bis 2014 die Rolle des Ivo Andonov in der Serie Undercover. 2014 war er in dem Film Monuments Men – Ungewöhnliche Helden zu sehen. Ein Jahr darauf spielte er einen Thenn in der Fantasy-Serie Game of Thrones.
Gemeinsam mit seinen besten Freunden und Kollegen Wladimir Karamasow und Julian Wergow gründete er 2012 die Produktionsfirma „Three Bears Entertainment“, eine Firma, die seit ihrer Gründung drei Theaterstücke produziert hat.
Bacharow ist seit langem mit der bulgarischen Journalistin Diana Aleksiewa zusammen, mit der er zwei Kinder, einen Sohn (* 2010) und eine Tochter (* 2013), hat.

## Filmografie (Auswahl)
- 2003: Air Marshals – Horrorflug ins Ungewisse (Air Marshals)
- 2005: Heuschrecken – Die achte Plage (Locusts: The 8th Plague, Fernsehfilm)
- 2006: Joe Petrosio (Fernsehfilm)
- 2008: War Inc. – Sie bestellen Krieg: Wir liefern (War, Inc.)
- 2008: Zift
- 2008: Train
- 2009: Command Performance
- 2009: Universal Soldier: Regeneration
- 2009: Double Identity
- 2010: The Way Back – Der lange Weg (The Way Back)
- 2010: Tzahes
- 2011: Cold Fusion
- 2011: Love.net
- 2011–2016: Undercover (Pod Prikritie, Fernsehserie, 60 Episoden)
- 2012: El Gringo
- 2012: Az Sam Ti
- 2013: Enemies Closer – Gefährlich nah (Enemies Closer)
- 2014: Monuments Men – Ungewöhnliche Helden (Monuments Men)
- 2015: Game of Thrones (Fernsehserie, Episode 5x08)
- 2017: Genius (Fernsehserie, Episode 1x06)
- seit 2017: Büro der Legenden (Le Bureau des Légendes, Fernsehserie)
- 2019: Father’s Day (Miniserie, 6 Episoden)
- 2019: Uyut
- 2019: Baptiste (Fernsehserie, 5 Episoden)
- 2021: January
- 2023: Mission: Impossible – Dead Reckoning Teil Eins (Mission: Impossible – Dead Reckoning Part One)